# Fabienne Michel
Fabienne Michel (* 4. September 1994) ist eine deutsche Fußballschiedsrichterin. Sie pfeift für den TSV 1881 Gau-Odernheim.

## Fußball
Michel begann ihre Schiedsrichter-Laufbahn als Schülerin mit 13 Jahren am Elisabeth-Langgässer-Gymnasium in Alzey. Seit 2010 ist sie DFB-Schiedsrichterin, seit 2013 pfeift sie in der 2. Frauen-Bundesliga. Ihre erste Saison in der Frauen-Bundesliga war 2017/18. Seit 2022 ist sie FIFA-Schiedsrichterin. Im Herrenbereich ist Michel seit der Saison 2023/24 in der 3. Liga unterwegs.
Am 18. Mai 2023 leitete sie das DFB-Pokalfinale 2022/23 der Frauen zwischen dem VfL Wolfsburg und dem SC Freiburg im Kölner Rheinenergiestadion. Die Partie endete mit einem 4:1 für den VfL Wolfsburg und es kam zum ersten Mal der Video-Assistent zum Einsatz.
Zuvor war Michel bereits als Assistentin von Ines Appelmann beim DFB-Pokalfinale 2016/17 zwischen dem SC Sand und den VfL Wolfsburg dabei.
Bei der U-17-Europameisterschaft 2024 in Schweden leitete Michel zwei Gruppenspiele.
Im August 2024 wurde Michel mit 58 % der Stimmen zum ersten Mal zur DFB-Schiedsrichterin des Jahres gewählt, vor Riem Hussein und Miriam Schwermer. Es war die erste Wahl, bei der die Sieger durch Schiedsrichter des Amateurbereichs gewählt wurden. Michel wurde diese Auszeichnung am 25. August 2024 im Rahmen des erstmals seit 1997 wieder ausgetragenen Supercups der Frauen zwischen dem FC Bayern München und dem VfL Wolfsburg, den sie als Schiedsrichterin begleitete, überreicht.
Michel leitete vier Spiele bei der U-19-Europameisterschaft 2025, darunter ein Halbfinale sowie das Finale zwischen Frankreich und Spanien.

## Leben
Beruflich machte Michel nach ihrer bankkaufmännischen Ausbildung bei der Sparkasse Mainz ihren Bachelor in Betriebswirtschaftslehre mit dem Schwerpunkt Recht in Mainz und arbeitete als Werkstudentin bei der Mainzer Volksbank. Inzwischen arbeitet sie an ihrem Masterabschluss mit dem Schwerpunkt Wirtschaftsprüfung und Steuern an der Technischen Hochschule Köln und ist nebenbei bei der R+V Versicherung tätig (Stand: 2024).

## Sexismus bei Drittligapartie
Bei der Drittliga-Partie des SC Verl gegen Rot-Weiss Essen am 28. März 2025 in der Sportclub Arena wurde Michel minutenlang mit diffamierenden Gesängen der RWE-Fans sexistisch beleidigt. Die Beleidigungen begannen, nachdem sie einem Essener Spieler versehentlich im Weg gestanden hatte und Verl daraufhin ein Tor erzielte. Nach aktuellen Regeln gelten Schiedsrichter bei Ballberührung nicht mehr als „Luft“, wohl aber bei Kontakt mit Spielern. Michel pfiff die Situation folgerichtig nicht ab. Der Spieler Klaus Gjasula beschwerte sich daraufhin bei Michel und bekam eine Gelbe Karte. Neben „Schieber, Schieber“-Rufen fielen weitere schwere Beleidigungen sexuellen Inhalts bis hin zur Aufforderung zu sexuellem Missbrauch. Am Spieltag erfolgte noch keine Reaktion. Erst nach Recherchen der Sportschau leitete der DFB Ermittlungen gegen die Essener Fans ein. Der Verein wurde zu einer Geldstrafe in Höhe von 20.000 Euro verurteilt, wovon 6650 Euro durch den Verein für präventive Maßnahmen gegen Diskriminierung verwendet werden dürfen.

## Dokumentationen
- Mehr als nur Sport - Zwei Frauen im Profifußball, ZDF, ca. 25 Min., Erstsendung: 9. Juli 2023[13]
- Unparteiisch - Deutschlands Elite-Schiedsrichter, Staffel 2, NDR für ARD, sechs Folgen á ca. 30 Minuten, Veröffentlichung: 15. August 2025[14]